# Luce (吉祥物)
Luce（義大利語發音：[ˈlutʃe]，直译：「光」）是天主教2025年禧年活動的官方吉祥物，由tokidoki創始人西蒙尼·雷格諾設計，象徵天主教的朝聖者形象。Luce的設定包括一隻名叫Santino的寵物狗和三位名為Fe、Xin與Sky的朋友。該角色群的設計風格常被拿來與日本动画角色和三麗鷗角色作比較。

## 人物形象
Luce有一头蓝发，穿著黃色雨衣，这件雨衣的颜色参考了梵蒂冈国旗的颜色，象徵著「穿越人生旅途的風暴」。她手持朝聖者手杖，象徵「通往永恆的朝聖」，并穿著沾满泥土的靴子，代表「艱辛漫長的旅程」。她的眼睛有扇贝形状的高光，這是天主教朝聖的傳統象徵，因为在此之前，扇贝被用来代替圣杯；而其閃亮的眼睛則象徵「心灵的希望之象征」。她還戴著一串玫瑰念珠。設計師西蒙尼·雷格諾表示，希望Luce能成為「年輕一代心中能引起共鳴的形象」。

帶有掛鉤的手杖，方便掛物。

## 历史

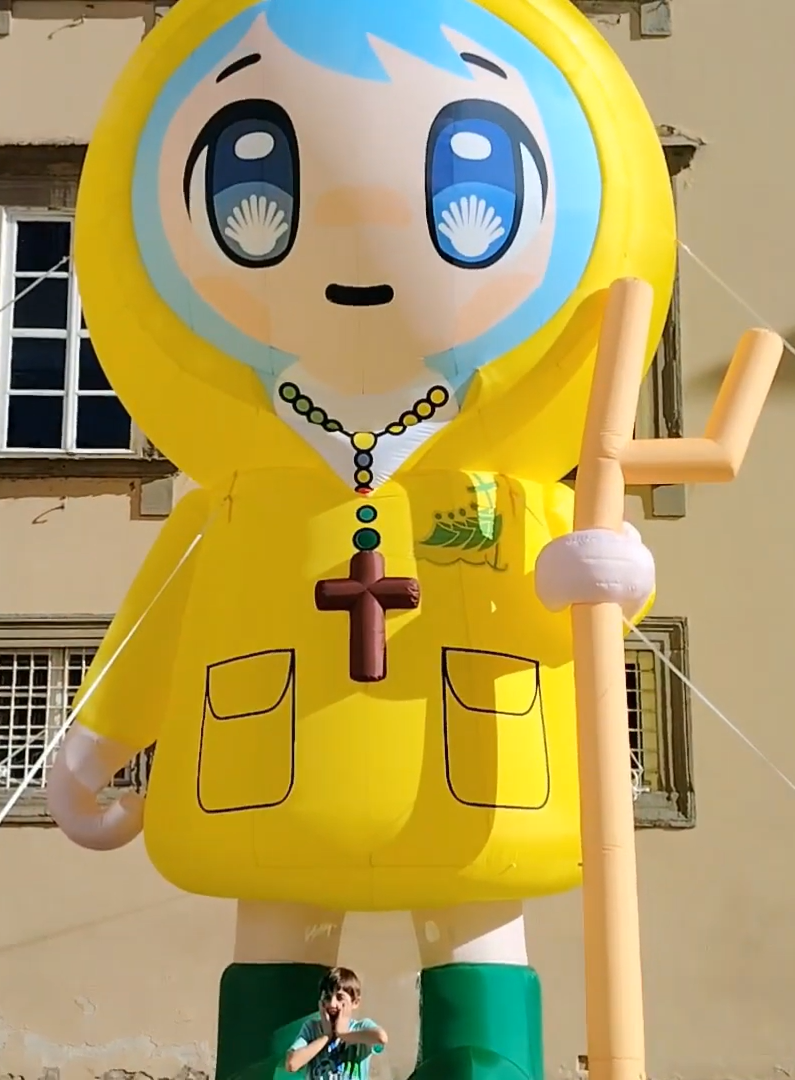
在2024年盧卡國際漫畫節上的Luce大型充气人偶

2024年10月28日，里諾·費斯切拉參加了Luce的揭幕典禮，並宣布Luce將代表梵蒂岡參加2024年盧卡國際漫畫節，这将是梵蒂冈第一次正式参加漫画大会。Luce还将代表梵蒂冈参加2025年日本世界博覽會。他说，Luce的灵感来自天主教会的愿望：“即使在年轻人如此喜爱的流行文化中也能生存。”

## 影响
Luce揭幕後迅速成為網路迷因。X等社交網站上的用戶紛紛玩笑天主教會擁抱動漫風格。有人甚至將Luce的設計與2021年日本電視動畫《奇蛋物语》中主角大戶愛的造型比較，指出兩者的髮色和服裝類似。也有人聯想到《新世紀福音戰士》兩位女主角之一、同為藍髮的綾波零。